# Nissan (fleuve)
Pour les articles homonymes, voir Nissan (homonymie).
Nissan est un fleuve de l'ouest de la Suède qui a son embouchure dans le Cattégat.

## Géographie
Nissan prend sa source à environ 300 mètres d'altitude près de Taberg, se dirige vers le sud-ouest à travers la province de Småland puis la province de Halland pour se jeter dans le Cattégat à Laholm près de Halmstad.

### Principales villes traversées
- Gislaved, Hyltebruk, Oskarström, Halmstad.

## Hydrologie

### Principaux affluents
- Betarpsbäcken
- Kilaån
- Löbbosjön
- Moa Sågbäck
- Sänkesjön

## Sources
- (sv) Données sur la longueur des fleuves de Suède